# Frankrijk op het wereldkampioenschap voetbal 2006
Frankrijk is een van de landen die deelnemen aan het Wereldkampioenschap voetbal 2006 in Duitsland. Frankrijk is op het toernooi ingedeeld in groep G bij Zuid-Korea, Togo en een bekende uit de kwalificatiereeks: Zwitserland. Het is de elfde keer dat Frankrijk deelneemt aan de eindronde. In 1998, toen het land in navolging van het WK 1938 weer het WK organiseerde, werd de eindoverwinning behaald. Op het vorige WK viel Frankrijk vooral op door uitgeschakeld te worden in de eerste ronde, onder andere door een 1-0 nederlaag tegen oud-kolonie Senegal.

## Kwalificatie
Als lid van de UEFA moest Frankrijk zich zien te kwalificeren via de voorrondes in Europa. Aan de hand van in het verleden behaalde resultaten en een loting werden acht groepen samengesteld. Frankrijk kwam in groep 4 terecht met Zwitserland, Israël, Ierland, Cyprus en de Faeröer. Elk land speelde twee keer tegen elk ander land in dezelfde groep, zowel uit als thuis. De groepswinnaar was direct gekwalificeerd, terwijl de nummer twee een extra play-off duel moest spelen tegen de nummer twee uit een andere groep. Alleen de twee beste landen die op de tweede plaats eindigden kregen direct toegang tot het eindtoernooi in Duitsland.
Frankrijk ging de kwalificatie in met een sterk verzwakt team. Spelers die jarenlang de dragende krachten van het elftal waren, zoals Zidane, Thuram, Desailly, Makélélé en Lizerazu, hadden na Euro 2004 in Portugal bedankt voor het nationale elftal. Dit was direct terug te zien in de resultaten. Na een jaar kwalificatiewedstrijden had het Franse elftal weliswaar nog geen wedstrijd verloren, maar had het thuis gelijk gespeeld tegen Israël, Ierland en Zwitserland. Bovendien was ook uit gelijkgespeeld tegen Israël en waren de enige twee overwinningen behaald tegen voetbaldwergen Cyprus (0-2) en Faeröer (0-2). In de zomer van 2005 veranderde de zaken echter. Zidane, Makélélé en Thuram keerden voor de oefenwedstrijd tegen Ivoorkust op 17 augustus terug in het Franse elftal. Veel beter werden de resultaten niet, maar het belangrijke uitduel tegen Ierland werd met 1-0 gewonnen. Tot op de laatste speeldag hadden zowel Frankrijk, Zwitserland, Israël en Ierland nog kans op directe plaatsing voor het eindtoernooi, maar Frankrijk trok uiteindelijk toch nog aan het langste eind.

### Wedstrijden
| 4 september, 2004 | Frankrijk   | 0 – 0 | Israël      |
| 8 september, 2004 | Faeröer     | 0 – 2 | Frankrijk   |
| 9 oktober, 2004   | Frankrijk   | 0 – 0 | Ierland     |
| 13 oktober, 2004  | Cyprus      | 0 – 2 | Frankrijk   |
| 26 maart, 2005    | Frankrijk   | 0 – 0 | Zwitserland |
| 30 maart, 2005    | Israël      | 1 – 1 | Frankrijk   |
| 3 september, 2005 | Frankrijk   | 3 – 0 | Faeröer     |
| 7 september, 2005 | Ierland     | 0 – 1 | Frankrijk   |
| 8 oktober, 2005   | Zwitserland | 1 – 1 | Frankrijk   |
| 12 oktober, 2005  | Frankrijk   | 4 – 0 | Cyprus      |

### Klassement
| Land        | Wed | Win | Gel | Ver | DV | DT | +/- | Pnt |
| ----------- | --- | --- | --- | --- | -- | -- | --- | --- |
| Frankrijk   | 10  | 5   | 5   | 0   | 14 | 2  | +12 | 20  |
| Zwitserland | 10  | 4   | 6   | 0   | 18 | 7  | +11 | 18  |
| Israël      | 10  | 4   | 6   | 0   | 15 | 10 | +5  | 18  |
| Ierland     | 10  | 4   | 5   | 1   | 12 | 5  | +7  | 17  |
| Cyprus      | 10  | 1   | 1   | 8   | 8  | 20 | -12 | 4   |
| Faeröer     | 10  | 0   | 1   | 9   | 4  | 27 | -23 | 1   |

## Het wereldkampioenschap
Op het WK was Frankrijk ingedeeld in Groep G met Togo, het Zuid-Korea van bondscoach Dick Advocaat en buurland Zwitserland, dat ook in de kwalificatie een van de tegenstanders was geweest.

### Wedstrijden

#### Groepsfase
|                            |           |       |             | |
| 13 juni 2006 18:00 (UTC+2) | Frankrijk | 0 – 0 | Zwitserland | Gottlieb-Daimler-Stadion, Stuttgart Toeschouwers: 52.000 Scheidsrechter: Valentin Ivanov (Rusland) |
| 13 juni 2006 18:00 (UTC+2) | Verslag   |       |             | Gottlieb-Daimler-Stadion, Stuttgart Toeschouwers: 52.000 Scheidsrechter: Valentin Ivanov (Rusland) |

| Frankrijk | Zwitserland |

| Frankrijk:       |    |                 |       |
|                  |    |                 |       |
| GK               | 16 | Fabien Barthez  |       |
| RB               | 19 | Willy Sagnol    | 90+3' |
| CB               | 15 | Lilian Thuram   |       |
| CB               | 5  | William Gallas  |       |
| LB               | 3  | Éric Abidal     | 64'   |
| CM               | 4  | Patrick Vieira  |       |
| CM               | 6  | Claude Makélélé |       |
| RW               | 11 | Sylvain Wiltord | 84'   |
| AM               | 10 | Zinédine Zidane | 72'   |
| LW               | 22 | Franck Ribéry   | 70'   |
| CF               | 12 | Thierry Henry   |       |
| Wisselspelers:   |    |                 |       |
| FW               | 14 | Louis Saha      | 70'   |
| MF               | 8  | Vikash Dhorasoo | 84'   |
| Coach:           |    |                 |       |
| Raymond Domenech |    |                 |       |

| Zwitserland:   |    |                     |         |
|                |    |                     |         |
| GK             | 1  | Pascal Zuberbühler  |         |
| RB             | 23 | Philipp Degen       | 56'     |
| CB             | 20 | Patrick Müller      | 75'     |
| CB             | 4  | Philippe Senderos   |         |
| LB             | 3  | Ludovic Magnin      | 42'     |
| RM             | 16 | Tranquillo Barnetta |         |
| CM             | 7  | Ricardo Cabanas     | 72'     |
| CM             | 6  | Johann Vogel        |         |
| LM             | 8  | Raphaël Wicky       | 82'     |
| CF             | 9  | Alexander Frei      | 90+3'   |
| CF             | 11 | Marco Streller      | 45' 57' |
| Wisselspelers: |    |                     |         |
| FW             | 10 | Daniel Gygax        | 57'     |
| DF             | 2  | Johan Djourou       | 75'     |
| MF             | 5  | Xavier Margairaz    | 82'     |
| Coach:         |    |                     |         |
| Köbi Kuhn      |    |                     |         |

Man van de wedstrijd:

 Claude Makélélé

|                            |           |         |            |                                                                                        |
| 18 juni 2006 21:00 (UTC+2) | Frankrijk | 1 – 1   | Zuid-Korea | Zentralstadion, Leipzig Toeschouwers: 43.000 Scheidsrechter: Benito Archundia (Mexico) |
| 18 juni 2006 21:00 (UTC+2) | Henry 9'  | Verslag | 81' Park   | Zentralstadion, Leipzig Toeschouwers: 43.000 Scheidsrechter: Benito Archundia (Mexico) |

| Frankrijk | Zuid-Korea |

| Frankrijk:       |    |                 |           |
|                  |    |                 |           |
| GK               | 16 | Fabien Barthez  |           |
| RB               | 19 | Willy Sagnol    |           |
| CB               | 15 | Lilian Thuram   |           |
| CB               | 5  | William Gallas  |           |
| LB               | 3  | Éric Abidal     | 79'       |
| CM               | 4  | Patrick Vieira  |           |
| CM               | 6  | Claude Makélélé |           |
| RW               | 11 | Sylvain Wiltord | 60'       |
| AM               | 10 | Zinédine Zidane | 85' 90+1' |
| LW               | 7  | Florent Malouda | 88'       |
| CF               | 12 | Thierry Henry   |           |
| Wisselspelers:   |    |                 |           |
| MF               | 22 | Franck Ribéry   | 60'       |
| MF               | 8  | Vikash Dhorasoo | 88'       |
| FW               | 20 | David Trezeguet | 90+1'     |
| Coach:           |    |                 |           |
| Raymond Domenech |    |                 |           |

| Zuid-Korea:    |    |                |         |
|                |    |                |         |
| GK             | 1  | Lee Woon-Jae   |         |
| RB             | 12 | Lee Young-Pyo  |         |
| CB             | 4  | Choi Jin-Cheul |         |
| CB             | 2  | Kim Young-chul |         |
| LB             | 3  | Kim Dong-Jin   | 29'     |
| CM             | 17 | Lee Ho         | 11' 69' |
| CM             | 5  | Kim Nam-Il     |         |
| CM             | 13 | Lee Eul-Yong   | 46'     |
| RW             | 14 | Lee Chun-Soo   | 72'     |
| CF             | 19 | Cho Jae-Jin    |         |
| LW             | 7  | Park Ji-Sung   |         |
| Wisselspelers: |    |                |         |
| FW             | 11 | Seol Ki-Hyeon  | 46'     |
| DF             | 18 | Kim Sang-Sik   | 69'     |
| FW             | 9  | Ahn Jung-Hwan  | 72'     |
| Coach:         |    |                |         |
| Dick Advocaat  |    |                |         |

Man van de wedstrijd:

 Park Ji-Sung

|                            |      |         |                      |                                                                                             |
| 23 juni 2006 21:00 (UTC+2) | Togo | 0 – 2   | Frankrijk            | FIFA WM Stadion Köln, Keulen Toeschouwers: 45.000 Scheidsrechter: Jorge Larrionda (Uruguay) |
| 23 juni 2006 21:00 (UTC+2) |      | Verslag | 55' Vieira 61' Henry | FIFA WM Stadion Köln, Keulen Toeschouwers: 45.000 Scheidsrechter: Jorge Larrionda (Uruguay) |

| Togo | Frankrijk |

| Togo:          |    |                     |         |
|                |    |                     |         |
| GK             | 16 | Kossi Agassa        |         |
| RB             | 5  | Massamasso Tchangai |         |
| CB             | 3  | Jean-Paul Abalo     |         |
| CB             | 2  | Daré Nibombé        |         |
| LB             | 13 | Richmond Forson     |         |
| RM             | 18 | Yao Junior Sènaya   |         |
| CM             | 6  | Yao Aziawonou       | 38'     |
| CM             | 7  | Moustapha Salifou   | 88'     |
| LM             | 10 | Mamam Cherif Touré  | 44' 59' |
| CF             | 17 | Mohamed Kader       |         |
| CF             | 4  | Emmanuel Adebayor   | 75'     |
| Wisselspelers: |    |                     |         |
| FW             | 14 | Adékambi Olufadé    | 59'     |
| MF             | 9  | Thomas Dossevi      | 75'     |
| Coach:         |    |                     |         |
| Otto Pfister   |    |                     |         |

| Frankrijk:       |    |                  |     |
|                  |    |                  |     |
| GK               | 16 | Fabien Barthez   |     |
| RB               | 19 | Willy Sagnol     |     |
| CB               | 15 | Lilian Thuram    |     |
| CB               | 5  | William Gallas   |     |
| LB               | 13 | Mikaël Silvestre |     |
| RW               | 22 | Franck Ribéry    | 77' |
| CM               | 4  | Patrick Vieira   | 81' |
| CM               | 6  | Claude Makélélé  | 30' |
| LW               | 7  | Florent Malouda  | 74' |
| CF               | 20 | David Trezeguet  |     |
| CF               | 12 | Thierry Henry    |     |
| Wisselspelers:   |    |                  |     |
| FW               | 11 | Sylvain Wiltord  | 74' |
| FW               | 9  | Sidney Govou     | 77' |
| MF               | 18 | Alou Diarra      | 81' |
| Coach:           |    |                  |     |
| Raymond Domenech |    |                  |     |

Man van de wedstrijd:

 Patrick Vieira

#### Achtste finale
|                            |                  |         |                                    |                                                                                                  |
| 27 juni 2006 21:00 (UTC+2) | Spanje           | 1 – 3   | Frankrijk                          | FIFA WM-Stadion Hannover, Hannover Toeschouwers: 43.000 Scheidsrechter: Roberto Rosetti (Italië) |
| 27 juni 2006 21:00 (UTC+2) | Villa 28' (pen.) | Verslag | 41' Ribéry 83' Vieira 90+2' Zidane | FIFA WM-Stadion Hannover, Hannover Toeschouwers: 43.000 Scheidsrechter: Roberto Rosetti (Italië) |

| Spanje | Frankrijk |

| Spanje:        |    |                 |     |
|                |    |                 |     |
| GK             | 1  | Iker Casillas   |     |
| RB             | 15 | Sergio Ramos    |     |
| CB             | 22 | Pablo Ibáñez    |     |
| CB             | 5  | Carles Puyol    | 82' |
| LB             | 3  | Mariano Pernía  |     |
| CM             | 8  | Xavi            | 72' |
| CM             | 14 | Xabi Alonso     |     |
| CM             | 18 | Cesc Fàbregas   |     |
| AM             | 7  | Raúl            | 54' |
| CF             | 21 | David Villa     | 54' |
| CF             | 9  | Fernando Torres |     |
| Wisselspelers: |    |                 |     |
| FW             | 11 | Luis García     | 54' |
| MF             | 17 | Joaquín         | 54' |
| MF             | 16 | Marcos Senna    | 72' |
| Coach:         |    |                 |     |
| Luis Aragonés  |    |                 |     |

| Frankrijk:       |    |                 |       |
|                  |    |                 |       |
| GK               | 16 | Fabien Barthez  |       |
| RB               | 19 | Willy Sagnol    |       |
| CB               | 15 | Lilian Thuram   |       |
| CB               | 5  | William Gallas  |       |
| LB               | 3  | Éric Abidal     |       |
| CM               | 4  | Patrick Vieira  | 68'   |
| CM               | 6  | Claude Makélélé |       |
| RW               | 22 | Franck Ribéry   | 87'   |
| AM               | 10 | Zinédine Zidane | 90+1' |
| LW               | 7  | Florent Malouda | 74'   |
| CF               | 12 | Thierry Henry   | 88'   |
| Wisselspelers:   |    |                 |       |
| FW               | 9  | Sidney Govou    | 74'   |
| FW               | 11 | Sylvain Wiltord | 88'   |
| Coach:           |    |                 |       |
| Raymond Domenech |    |                 |       |

Man van de wedstrijd:

 Patrick Vieira

#### Kwartfinale
|                           |          |         |           | |
| 1 juli 2006 21:00 (UTC+2) | Brazilië | 0 – 1   | Frankrijk | FIFA WM-Stadion Frankfurt, Frankfurt Toeschouwers: 48.000 Scheidsrechter: Luis Medina Cantalejo (Spanje) |
| 1 juli 2006 21:00 (UTC+2) |          | Verslag | 57' Henry | FIFA WM-Stadion Frankfurt, Frankfurt Toeschouwers: 48.000 Scheidsrechter: Luis Medina Cantalejo (Spanje) |

| Brazilië | Frankrijk |

| Brazilië:               |    |                |         |
|                         |    |                |         |
| GK                      | 1  | Dida           |         |
| RB                      | 2  | Cafú           | 25' 76' |
| CB                      | 3  | Lúcio          | 47'     |
| CB                      | 4  | Juan           | 45'     |
| LB                      | 6  | Roberto Carlos |         |
| CM                      | 19 | Juninho        | 63'     |
| CM                      | 17 | Gilberto Silva |         |
| CM                      | 11 | Zé Roberto     |         |
| AM                      | 8  | Kaká           | 79'     |
| CF                      | 9  | Ronaldo        | 45+2'   |
| CF                      | 10 | Ronaldinho     |         |
| Wisselspelers:          |    |                |         |
| FW                      | 7  | Adriano        | 63'     |
| DF                      | 13 | Cicinho        | 76'     |
| FW                      | 23 | Robinho        | 79'     |
| Coach:                  |    |                |         |
| Carlos Alberto Parreira |    |                |         |

| Frankrijk:       |    |                 |         |
|                  |    |                 |         |
| GK               | 16 | Fabien Barthez  |         |
| RB               | 19 | Willy Sagnol    | 74'     |
| CB               | 15 | Lilian Thuram   | 88'     |
| CB               | 5  | William Gallas  |         |
| LB               | 3  | Éric Abidal     |         |
| CM               | 4  | Patrick Vieira  |         |
| CM               | 6  | Claude Makélélé |         |
| RW               | 22 | Franck Ribéry   | 77'     |
| AM               | 10 | Zinédine Zidane |         |
| LW               | 7  | Florent Malouda | 81'     |
| CF               | 12 | Thierry Henry   | 86'     |
| Wisselspelers:   |    |                 |         |
| FW               | 9  | Sidney Govou    | 77'     |
| FW               | 11 | Sylvain Wiltord | 81'     |
| FW               | 14 | Louis Saha      | 86' 87' |
| Coach:           |    |                 |         |
| Raymond Domenech |    |                 |         |

Man van de wedstrijd:

 Zinédine Zidane

#### Halve finale
|                           |          |         |                   |                                                                                                 |
| 5 juli 2006 21:00 (UTC+2) | Portugal | 0 – 1   | Frankrijk         | FIFA WM-Stadion München, München Toeschouwers: 66.000 Scheidsrechter: Jorge Larrionda (Uruguay) |
| 5 juli 2006 21:00 (UTC+2) |          | Verslag | 33' (pen.) Zidane | FIFA WM-Stadion München, München Toeschouwers: 66.000 Scheidsrechter: Jorge Larrionda (Uruguay) |

| Portugal | Frankrijk |

| Portugal:           |    |                     |     |
|                     |    |                     |     |
| GK                  | 1  | Ricardo             |     |
| RB                  | 13 | Miguel (voetballer) | 62' |
| CB                  | 5  | Fernando Meira      |     |
| CB                  | 16 | Ricardo Carvalho    | 83' |
| LB                  | 14 | Nuno Valente        |     |
| CM                  | 6  | Costinha            | 75' |
| CM                  | 18 | Maniche             |     |
| RW                  | 7  | Luís Figo           |     |
| AM                  | 20 | Deco                |     |
| LW                  | 17 | Cristiano Ronaldo   |     |
| CF                  | 9  | Pedro Pauleta       | 68' |
| Wisselspelers:      |    |                     |     |
| DF                  | 2  | Paulo Ferreira      | 62' |
| FW                  | 11 | Simão               | 68' |
| FW                  | 23 | Hélder Postiga      | 75' |
| Coach:              |    |                     |     |
| Luiz Felipe Scolari |    |                     |     |

| Frankrijk:       |    |                 |         |
|                  |    |                 |         |
| GK               | 16 | Fabien Barthez  |         |
| RB               | 19 | Willy Sagnol    |         |
| CB               | 15 | Lilian Thuram   |         |
| CB               | 5  | William Gallas  |         |
| LB               | 3  | Éric Abidal     |         |
| CM               | 4  | Patrick Vieira  |         |
| CM               | 6  | Claude Makélélé |         |
| RW               | 22 | Franck Ribéry   | 72'     |
| AM               | 10 | Zinédine Zidane |         |
| LW               | 7  | Florent Malouda | 69'     |
| CF               | 12 | Thierry Henry   | 85'     |
| Wisselspelers:   |    |                 |         |
| FW               | 11 | Sylvain Wiltord | 69'     |
| FW               | 9  | Sidney Govou    | 72'     |
| FW               | 14 | Louis Saha      | 85' 87' |
| Coach:           |    |                 |         |
| Raymond Domenech |    |                 |         |

Man van de wedstrijd:

 Lilian Thuram

#### Finale
|                           |                                           |              |                                 |                                                                                            |
| 9 juli 2006 20:00 (UTC+2) | Italië                                    | 1 – 1 (n.v.) | Frankrijk                       | Olympiastadion, Berlijn Toeschouwers: 69.029 Scheidsrechter: Horacio Elizondo (Argentinië) |
| 9 juli 2006 20:00 (UTC+2) | Materazzi 19'                             |              | 7' (pen.) Zidane                | Olympiastadion, Berlijn Toeschouwers: 69.029 Scheidsrechter: Horacio Elizondo (Argentinië) |
| 9 juli 2006 20:00 (UTC+2) | Strafschoppen                             |              |                                 | Olympiastadion, Berlijn Toeschouwers: 69.029 Scheidsrechter: Horacio Elizondo (Argentinië) |
| 9 juli 2006 20:00 (UTC+2) | Pirlo Materazzi De Rossi Del Piero Grosso | 5 – 3        | Wiltord Trezeguet Abidal Sagnol | Olympiastadion, Berlijn Toeschouwers: 69.029 Scheidsrechter: Horacio Elizondo (Argentinië) |

| Italië | Frankrijk |

| Italië:        |    |                      |     |
|                |    |                      |     |
| GK             | 1  | Gianluigi Buffon     |     |
| RB             | 19 | Gianluca Zambrotta   | 5'  |
| CB             | 5  | Fabio Cannavaro      |     |
| CB             | 23 | Marco Materazzi      |     |
| LB             | 3  | Fabio Grosso         |     |
| RM             | 16 | Mauro Camoranesi     | 86' |
| CM             | 8  | Gennaro Gattuso      |     |
| CM             | 21 | Andrea Pirlo         |     |
| LM             | 20 | Simone Perrotta      | 61' |
| AM             | 10 | Francesco Totti      | 61' |
| CF             | 9  | Luca Toni            |     |
| Wisselspelers: |    |                      |     |
| MF             | 4  | Daniele De Rossi     | 61' |
| FW             | 15 | Vincenzo Iaquinta    | 61' |
| FW             | 7  | Alessandro Del Piero | 86' |
| Coach:         |    |                      |     |
| Marcello Lippi |    |                      |     |

| Frankrijk:       |    |                 |      |
|                  |    |                 |      |
| GK               | 16 | Fabien Barthez  |      |
| RB               | 19 | Willy Sagnol    | 12'  |
| CB               | 15 | Lilian Thuram   |      |
| CB               | 5  | William Gallas  |      |
| LB               | 3  | Éric Abidal     |      |
| CM               | 4  | Patrick Vieira  | 56'  |
| CM               | 6  | Claude Makélélé | 76'  |
| RW               | 22 | Franck Ribéry   | 100' |
| AM               | 10 | Zinédine Zidane | 110' |
| LW               | 7  | Florent Malouda | 111' |
| CF               | 12 | Thierry Henry   | 107' |
| Wisselspelers:   |    |                 |      |
| MF               | 18 | Alou Diarra     | 56'  |
| FW               | 20 | David Trezeguet | 100' |
| FW               | 11 | Sylvain Wiltord | 107' |
| Coach:           |    |                 |      |
| Raymond Domenech |    |                 |      |

Man van de wedstrijd:

 Andrea Pirlo

## Afbeeldingen

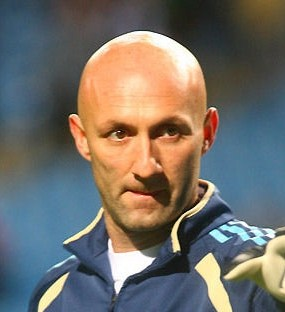
Fabien Barthez (doelman)
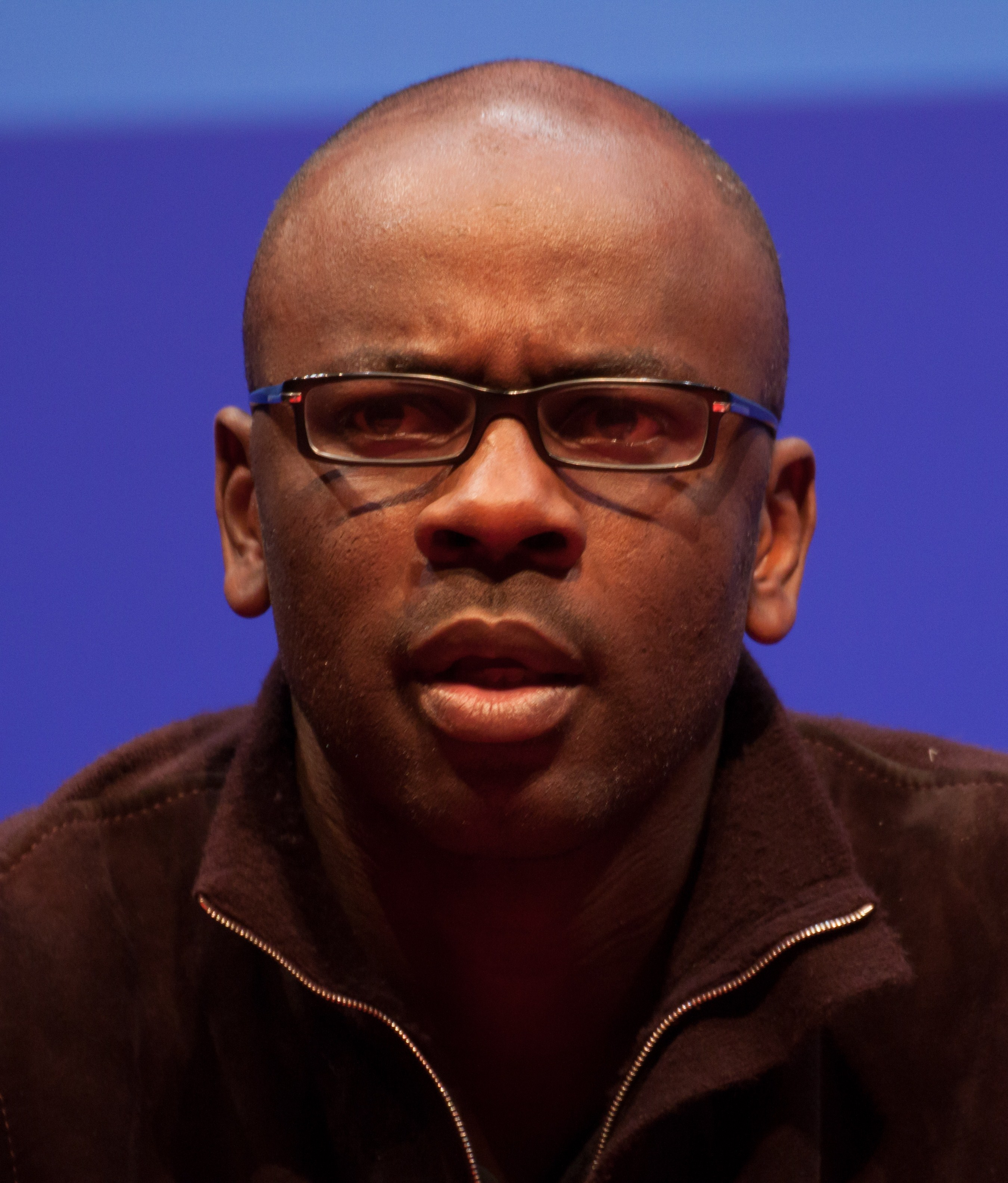
Lilian Thuram (verdediger)
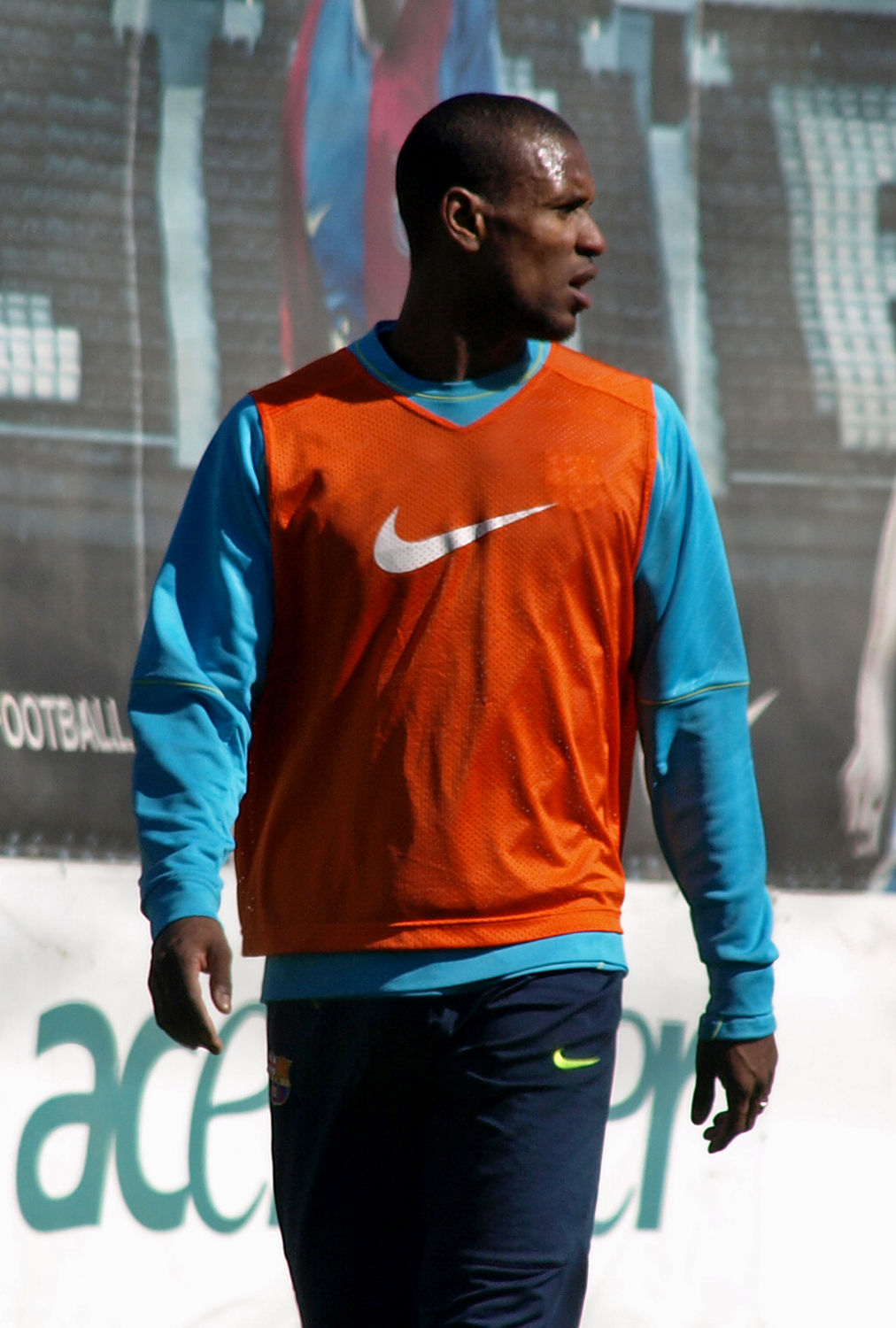
Éric Abidal (verdediger)
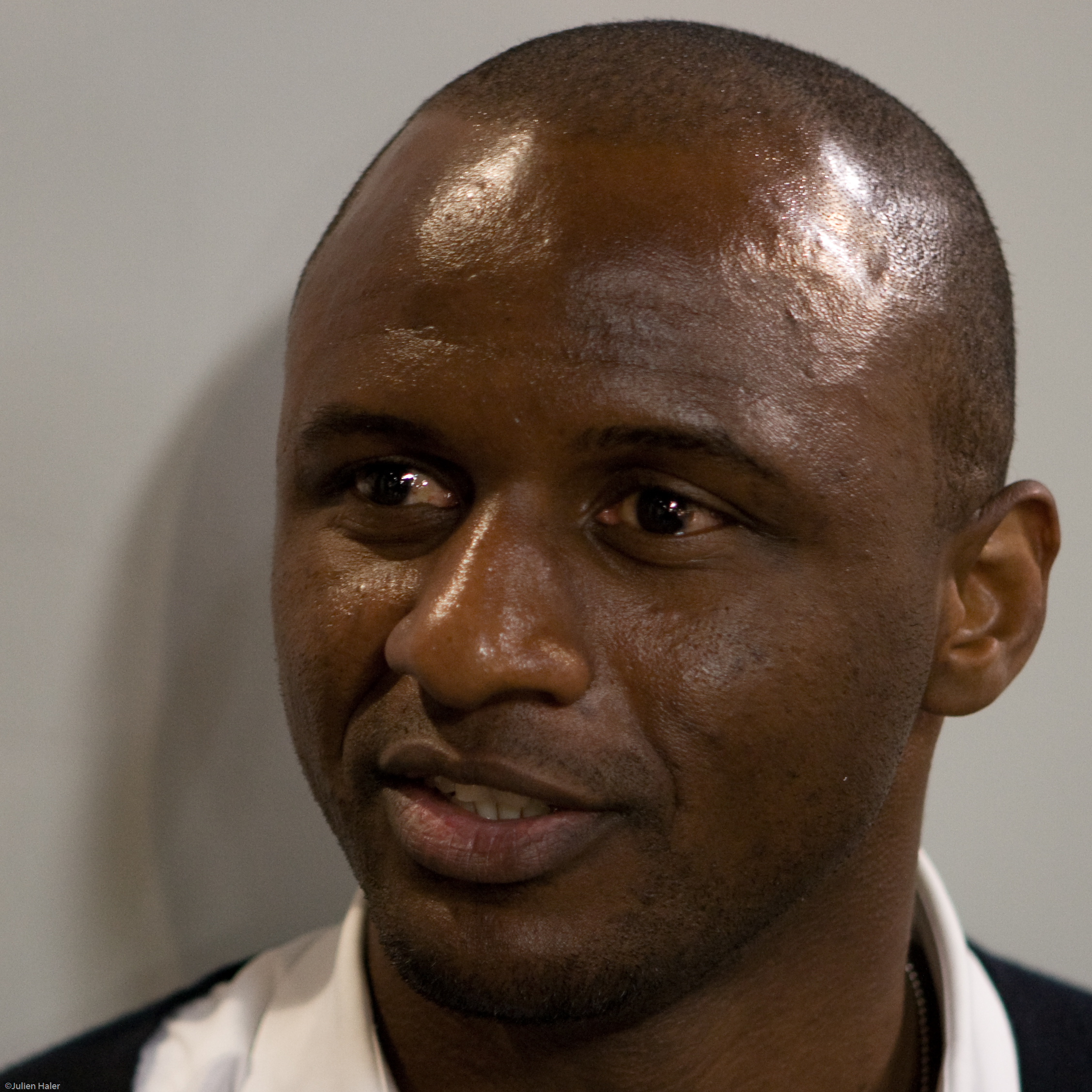
Patrick Vieira (middenvelder)
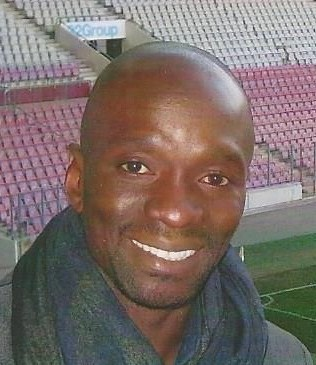
Claude Makélélé (middenvelder)
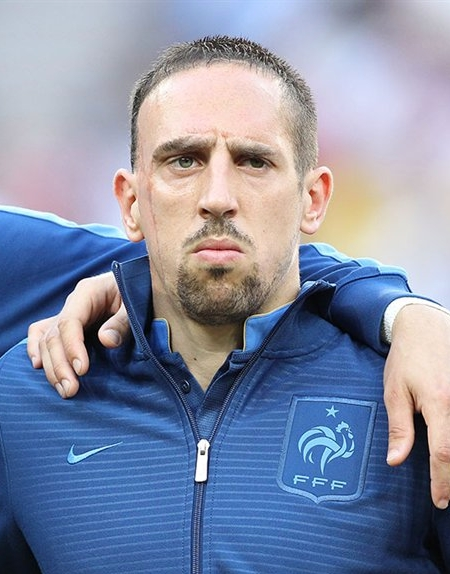
Franck Ribéry (middenvelder)
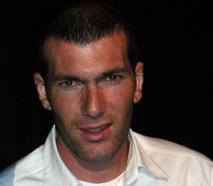
Zinédine Zidane (middenvelder)
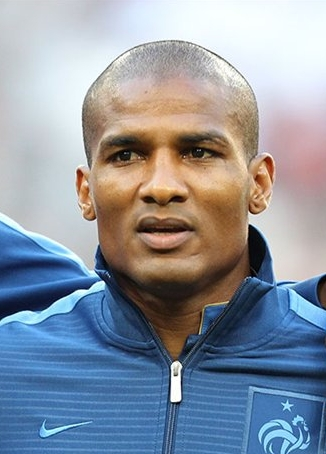
Florent Malouda (middenvelder)
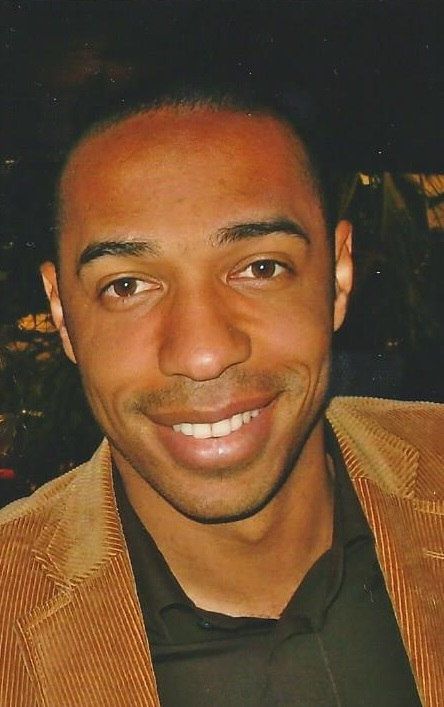
Thierry Henry (aanvaller)

FFF · A-internationals · Selecties · Bondscoaches · Frans vrouwenelftal · Olympisch elftal · Frankrijk U21 · Frankrijk U20 · Frankrijk U19 · Frankrijk U18 · Frankrijk U17 · Frankrijk U16 · Vrouwen U17
1904 – 1919 ·
1920 – 1929 ·
1930 – 1939 ·
1940 – 1949 ·
1950 – 1959 ·
1960 – 1969 ·
1970 – 1979 ·
1980 – 1989 ·
1990 – 1999 ·
2000 – 2009 ·
2010 – 2019 ·
2020 – 2029
EK's: 1984 · 
1992 · 
1996 · 
2000 · 
2004 · 
2008 · 
2012 · 
2016 · 
2020 · 
2024
WK's: 1930 · 
1934 · 
1938 · 
1954 · 
1958 · 
1966 · 
1978 · 
1982 · 
1986 · 
1998 · 
2002 · 
2006 · 
2010 · 
2014 · 
2018 · 
2022
OS: 1900 · 
1908 · 
1920 · 
1924 · 
1948 · 
1952 · 
1960 · 
1968 · 
1976 · 
1984 · 
1996 · 
2020
1904 · 
1905 · 
1906 · 
1907 · 
1908 · 
1909 · 
1910 · 
1911 · 
1912 · 
1913 · 
1914 · 
1915 · 1916 · 1917 · 1918 · 
1919 · 
1920 · 
1921 · 
1922 · 
1923 · 
1924 · 
1925 · 
1926 · 
1927 · 
1928 · 
1929 · 
1930 · 
1931 · 
1932 · 
1933 · 
1934 · 
1935 · 
1936 · 
1937 · 
1938 · 
1939 · 
1940 · 1941  · 
1942 · 
1943 · 1944  · 
1945 · 
1946 · 
1947 · 
1948 · 
1949 · 
1950 · 
1951 · 
1952 · 
1953 · 
1954 · 
1955 · 
1956 · 
1957 · 
1958 · 
1959 ·
1960 · 
1961 · 
1962 · 
1963 · 
1964 · 
1965 · 
1966 · 
1967 · 
1968 · 
1969 ·
1970 · 
1971 · 
1972 · 
1973 · 
1974 · 
1975 · 
1976 · 
1977 · 
1978 · 
1979 ·
1980 · 
1981 · 
1982 · 
1983 · 
1984 · 
1985 · 
1986 · 
1987 · 
1988 · 
1989 · 
1990 · 
1991 · 
1992 · 
1993 · 
1994 · 
1995 · 
1996 · 
1997 · 
1998 · 
1999 · 
2000 · 
2001 · 
2002 · 
2003 · 
2004 · 
2005 · 
2006 · 
2007 · 
2008 · 
2009 · 
2010 · 
2011 · 
2012 · 
2013 · 
2014 · 
2015 · 
2016 · 
2017 · 
2018 ·
2019 ·
2020 ·
2021 ·
2022 ·
2023
Albanië ·
Algerije ·
Andorra ·
Argentinië ·
Armenië ·
Australië ·
Azerbeidzjan ·
België ·
Bolivia ·
Bosnië en Herzegovina ·
Brazilië ·
Bulgarije ·
Canada ·
Chili ·
China ·
Colombia ·
Costa Rica ·
Cyprus ·
Denemarken ·
Duitse Democratische Republiek ·
Duitsland ·
Ecuador ·
Egypte ·
Engeland ·
Estland ·
Faeröer ·
Finland ·
Georgië ·
Gibraltar ·
Griekenland ·
Honduras ·
Hongarije ·
Ierland ·
IJsland ·
Iran ·
Israël ·
Italië ·
Ivoorkust ·
Jamaica ·
Japan ·
Joegoslavië ·
Kameroen ·
Kazachstan ·
Koeweit ·
Kroatië ·
Letland ·
Litouwen ·
Luxemburg ·
Malta ·
Marokko ·
Mexico ·
Moldavië ·
Nederland ·
Nieuw-Zeeland ·
Nigeria ·
Noord-Ierland ·
Noorwegen ·
Oekraïne ·
Oostenrijk ·
Paraguay ·
Peru · 
Polen ·
Portugal ·
Roemenië ·
Rusland ·
Saoedi-Arabië ·
Schotland ·
Senegal ·
Servië ·
Slovenië ·
Slowakije ·
Sovjet-Unie ·
Spanje ·
Togo ·
Tsjechië ·
Tsjecho-Slowakije ·
Tunesië ·
Turkije ·
Uruguay ·
Verenigde Staten ·
Wales ·
Wit-Rusland ·
Zuid-Afrika ·
Zuid-Korea ·
Zweden ·
Zwitserland
Albanië (2016) ·
Argentinië (2018) ·
Argentinië (2022) ·
Australië (2018) · 
België (1904) · 
België (2018) · 
Brazilië (1998) · 
Brazilië (2006) · 
Denemarken (2002) · 
Denemarken (2018) ·
Duitsland (2014) · 
Duitsland (2021) · 
Ecuador (2014) · 
Engeland (1982) · 
Engeland (2012) · 
Engeland (2022) ·
Honduras (2014) · 
Hongarije (2021) · 
Italië (2000) · 
Italië (2006) · 
Italië (2008) · 
Japan (2001) · 
Kameroen (2003) · 
Koeweit (1982) · 
Kroatië (2018) · 
Marokko (2022) ·
Mexico (2010) · 
Nederland (2008) · 
Nigeria (2014) ·
Noord-Ierland (1982) · 
Oekraïne (2012) · 
Oostenrijk (1982) · 
Peru (2018) · 
Polen (1982) · 
Polen (2022) ·
Portugal (2006) · 
Portugal (2016) ·
Portugal (2021) ·
Roemenië (2008) ·
Roemenië (2016) ·
Senegal (2002) · 
Spanje (1984) ·
Spanje (2006) ·
Spanje (2012) ·
Spanje (2021) ·
Togo (2006) ·
Tsjecho-Slowakije (1982) ·
Uruguay (2002) ·
Uruguay (2010) ·
Uruguay (2018) ·
Zuid-Afrika (2010) ·
Zuid-Korea (2006) ·
Zweden (2012) ·
Zwitserland (2006) ·
Zwitserland (2014) ·
Zwitserland (2016) ·
Zwitserland (2021)